# 沟口街道
沟口街道，是中华人民共和国宁夏回族自治区石嘴山市大武口区下辖的一个乡镇级行政单位。

## 行政区划
沟口街道下辖以下地区：
绿洲社区、青屏社区和翠柳社区。